# Сиденко, Василий Максимович
Василий Максимович Сиденко (укр. Василь Максимович Сіденко; 22 сентября 1929 года, село Халимоново — 16 марта 1987 года, там же) — председатель колхоза имени Ватутина Бахмачского района Черниговской области, Украинская ССР. Герой Социалистического Труда (1971).

## Биография
Родился в 1929 году в крестьянской семье в селе Халимоново. С 1947 года — бригадир полеводческой бригады местного колхоза в селе Халимоново. В 1949 году окончил Черниговскую школу руководящих кадров.
В 1949—1950 годах — председатель колхоза «Стройка социализма» Бахмачского района в селе Варваровка. С 1950 года — заместитель председателя колхоза имени Ватутина Бахмачского района в селе Халимоново. В 1950 году вступил в ВКП(б). В 1950—1952 годах проходил срочную службу в Советской Армии.
С 1952 по январь 1953 года — инструктор сельскохозяйственного отдела Бахмачского районного комитета КПУ Черниговской области. В январе 1953 года назначен председателем колхоза имени Ватутина Бахмачского района. Окончил заочное отделение Украинской сельскохозяйственной академии в Киеве.
Вывел колхоз в число передовых сельскохозяйственных предприятий Черниговской области. При его руководстве в колхозе были построены различные социальные и сельскохозяйственные объекты: детский сад, столовая, средняя школа, дом культуры, конно-спортивный комплекс с 150 лошадьми, производственные мастерские, сварочный цех, , три молочно-товарные фермы, свиноферма, птицефабрика, пасека и теплицы. Численность колхозного стада крупного рогатого скота насчитывала около 7 тысяч голов. Колхоз имени Ватутина приобрёл статус «колхоза-миллионера».
Указом Президиума Верховного Совета СССР от 8 апреля 1971 года «за успехи, достигнутые в развитии сельскохозяйственного производства и выполнении пятилетнего плана продажи государству продуктов земледелия и животноводства» удостоен звания Героя Социалистического Труда с вручением ордена Ленина и золотой медали «Серп и Молот».
После выхода на пенсию проживал в родном селе, где скончался в 1987 году.
Награды
- Герой Социалистического Труда
- Орден Ленина
- Орден Трудового Красного Знамени — дважды